# Sušené houby

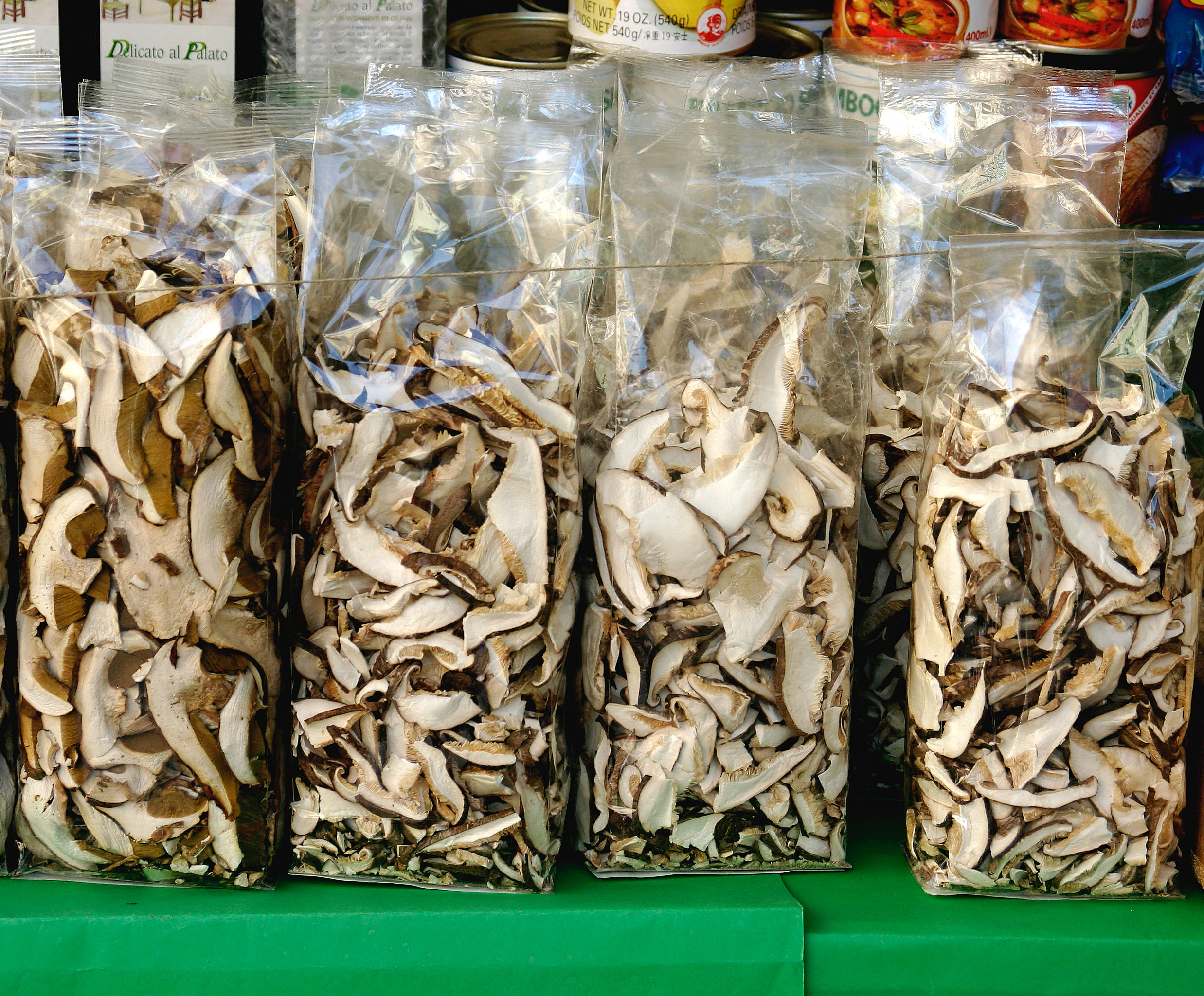
Několik pytlíků sušených hub

Sušené houby se používají při přípravě jídla a to převážně k dochucení a propůjčení houbového aroma připravovaným pokrmům. Vyrábí se postupným sušením jedlých hub, které jsou nařezány pro snadnější sušení na drobné plátky. Pro samotné sušení se používají speciální sušičky, či jiný zdroj tepla a nebo se houby nechají sušit tzv. „na slunci“, kdy se pro odstranění vody využívá teplo slunce. V takovém případě se ale nedoporučuje sušit houby přímo na slunci, ale dát houby do stínu, aby se nezapařily. Na sušení se používá celá řada druhů hub.

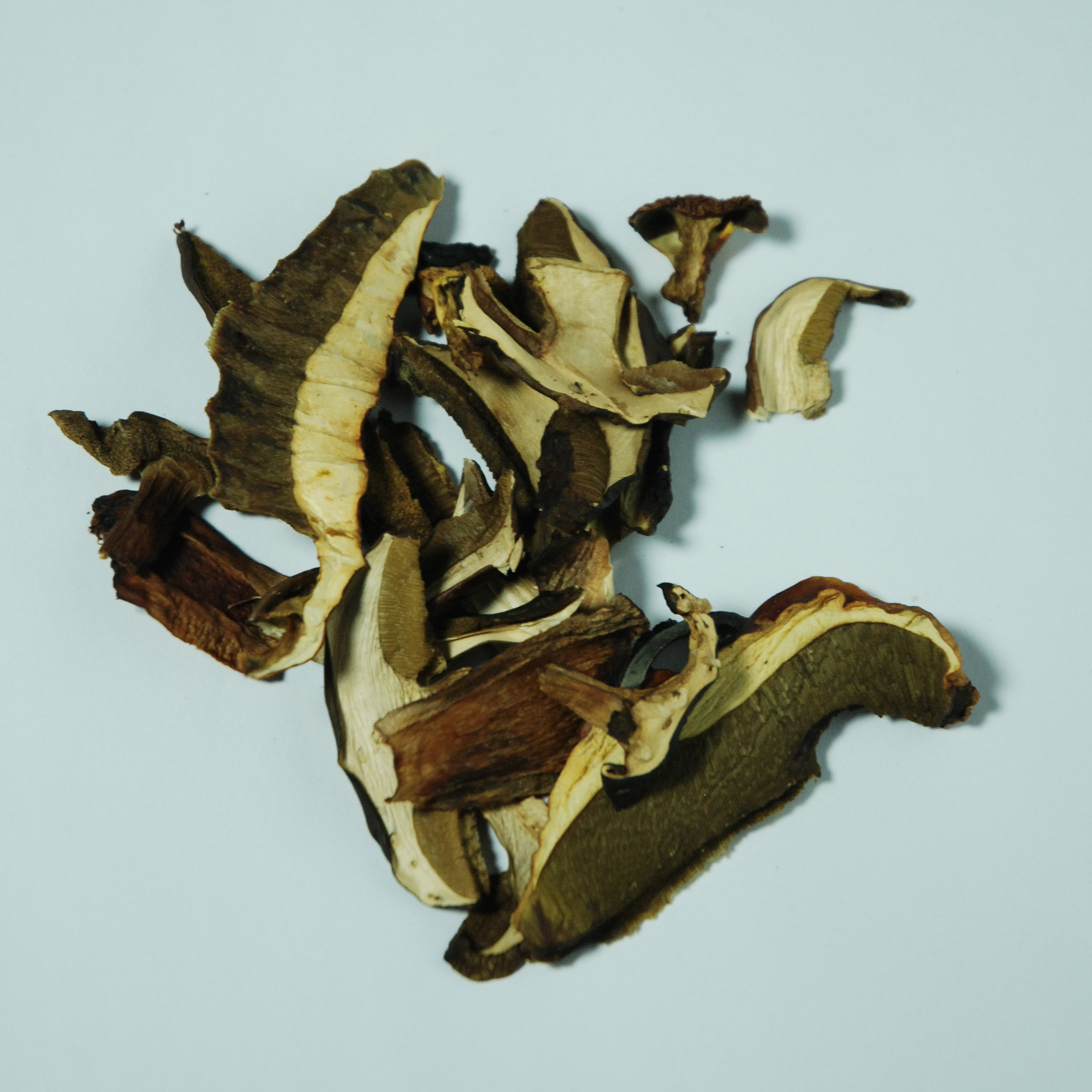
České sušené houby

V případě, že jsou houby dobře usušeny, mohou vydržet ve sklenici bez přístupu vlhkosti až několik let, doporučuje se ale jejich konzumace do tří let od jejich usušení. Dobře usušené houby se poznají tak, že při manipulaci chrastí a že jsou tvrdé. V případě, že jsou houby špatně ve sklenici či igelitovém pytlíku utěsněny, může se do nich pustit mol obilný. Jeho přítomnost se pozná dle drobných pavučinek mezi sušenými houbami.
Sušené houby lze najemno namlít nebo roztlouct např. v hmoždíři a vytvořit tak sypké koření, které se skladuje stejně jako nenamleté sušené houby, a ovoní a ochutí jídlo jejich chutí. To lze doplnit například o sůl nebo pepř a vytvořit tak jednoduchou houbovou kořenící směs.
Před samotnou konzumací sušených hub se doporučuje jejich namočení do vody, kterou do sebe opět nasáknou a stanou se měkčími. Použití sušených hub je v kuchyni široké, dají se přidávat do polévek (např. jihočeská kulajda, bramboračka), do rizota, do houbové omáčky, pod dušené maso atd.